# Makowiska (Makowice)
Makowiska – przysiółek wsi Makowice, w Polsce, położony w województwie zachodniopomorskim, w powiecie gryfickim, w gminie Płoty.
W latach 1975–1998 miejscowość administracyjnie należała do województwa szczecińskiego.